# Stertinius kumadai
Stertinius kumadai là một loài nhện trong họ Salticidae.
Loài này thuộc chi Stertinius. Stertinius kumadai được Dmitri Viktorovich Logunov, Ikeda & Ono miêu tả năm 1997.